# Hartree-Energie
Die Hartree-Energie {\displaystyle E_{\mathrm {h} }} (nach dem englischen Physiker Douglas Hartree) ist eine physikalische Konstante, die in den atomaren Einheiten als Einheit der Energie benutzt wird:
{\displaystyle {\begin{aligned}E_{\mathrm {h} }&={\frac {1}{4\pi \varepsilon _{0}}}\cdot {\frac {e^{2}}{a_{0}}}\\&={\frac {\hbar ^{2}}{m_{\mathrm {e} }{a_{0}}^{2}}}\\&={\frac {m_{\mathrm {e} }\cdot e^{4}}{4\varepsilon _{0}^{2}\cdot h^{2}}}\\&=m_{\mathrm {e} }(c\alpha )^{2}\\&={\frac {\hbar c\alpha }{a_{0}}}\end{aligned}}}
mit
- {\displaystyle 2\pi \cdot \hbar =h} der Planck-Konstante, wobei {\displaystyle \hbar } die reduzierte Planck-Konstante darstellt,
- {\displaystyle m_{\mathrm {e} }} der Masse des Elektrons,
- {\displaystyle a_{0}} dem Bohrschen Radius,
- {\displaystyle e} der Elementarladung,
- {\displaystyle \varepsilon _{0}} der elektrischen Feldkonstante,
- {\displaystyle c} der Lichtgeschwindigkeit,
- {\displaystyle \alpha } der Feinstrukturkonstante.

Die Hartree-Energie hat den doppelten Wert der Rydberg-Energie, die der Bindungsenergie des Elektrons im Grundzustand des Wasserstoffatoms, extrapoliert auf einen „unendlich schweren“, d. h. nicht mitbewegten Atomkern entspricht und als Maßeinheit Rydberg (Ry) verwendet wird:
{\displaystyle E_{\mathrm {h} }=2\,\mathrm {Ry} =27{,}211\,386\,245\,988(53)\,\mathrm {eV} =4{,}359\,744\,722\,2071(85)\cdot 10^{-18}\,\mathrm {J,} }
wobei die eingeklammerten Ziffern die Unsicherheit in den letzten Stellen des Wertes bezeichnen, diese Unsicherheit ist als geschätzte Standardabweichung des angegebenen Zahlenwertes vom tatsächlichen Wert angegeben.
Bezogene Hartree-Energien:
- auf die Stoffmenge {\displaystyle n}:

{\displaystyle E_{\mathrm {h} }/n=2{,}625\,499\,639\,479(5)\,\mathrm {MJ} /\mathrm {mol} =627{,}509\,474\,\mathrm {kcal} /\mathrm {mol} \ }
- auf {\displaystyle hc} (sinnvoll für Wellenzahlen in der Spektroskopie):

{\displaystyle E_{\mathrm {h} }/(hc)=219\,474{,}631\,363\,\mathrm {cm} ^{-1}}.
Hartree definierte die später nach ihm benannte Energieeinheit in seinem Buch The calculation of atomic structures als „wechselseitige potentielle Energie von zwei Ladungseinheiten, die sich im Einheitsabstand voneinander befinden“. Als Ladungseinheit hat er zuvor den Betrag der Ladung des Elektrons und als Abstandseinheit den Radius der „ersten Elektronenbahn des Wasserstoffatoms im Normalzustand“, den bohrschen Radius, definiert.